# تورد غريب
تورد غريب (بالسويدية: Tord Grip)‏ هو مدرب كرة قدم ولاعب كرة قدم سويدي في مركز الوسط، ولد في 13 يناير 1938 في Ytterhogdal ‏ في السويد. شارك مع منتخب السويد لكرة القدم. أما مع النوادي، فقد لعب مع أيك سولنا.